# Ureaplasma urealyticum
Ureaplasma urealyticum ist ein kleines Bakterium, das zur Gattung Ureaplasma aus der Klasse der Mollicutes gehört (Type strain T960).

## Beschreibung
Dieser fakultativ pathogene Mikroorganismus kann Bestandteil der Urogenitalflora bei Mann und Frau sein. Ureaplasma urealyticum besitzt keine Zellwand, womit es gegenüber einigen Antibiotika (z. B. Penicillin) resistent ist. Die Inkubationszeit beträgt ca. 10 bis 14 Tage.

## Symptome
Das Bakterium kann zahlreiche Krankheiten verursachen:
- unspezifische Harnröhrenentzündung (non-gonococcal-Urethritis)
- Blasenentzündung (Zystitis)
- Prostataentzündung (Prostatitis)
- Hodenentzündung (Orchitis)
- Unfruchtbarkeit
- Neugeborenensepsis (Chorioamnionitis)
- vorzeitige Geburt
- in der perinatalen Periode auch eine Pneumonie oder eine Meningitis
- Blutungen

Bei Frauen besiedeln sie den unteren weiblichen Genitaltrakt und können bei der Geburt häufig von der Mutter auf das Kind übertragen werden, bei dem sie u. a. die Ursache für Pneumonien oder chronische Infektionen des zentralen Nervensystems sein können.
Bei Männern kann es zu einer um sich greifenden Infektion kommen, die in der Harnröhre anfängt, dann zu einer Blasenentzündung führt und sich weiter auf Prostata, Hoden sowie Nieren ausbreiten kann. Die Hodeninfektion kann zur Sterilität führen und geht meistens mit Fieber und starken Schmerzen einher.

## Nachweis
Der Nachweis gelingt im Normalfall nur über einen Abstrich und nicht mit den üblichen Bakteriennährböden für Urinkulturen. Nur mit Spezialnährböden oder direkter Mikroskopie können die Bakterien nachgewiesen werden. In der Praxis werden diese Nachweismethoden jedoch nur selten angewendet, was zu Fehldiagnosen führen kann.

## Behandlung
Je nach Ausprägung der Infektion wird bis zu 28 Tage mit Antibiotika behandelt. Wenn der Geschlechtspartner infiziert ist, sollte auch eine Partnerbehandlung stattfinden, um einer erneuten Ansteckung via Geschlechtsverkehr vorzubeugen.
Meistens werden Doxycyclin aus der Gruppe der Tetracycline oder Antibiotika aus der Gruppe der Makrolide verwendet. Die Heilungschancen gelten im Allgemeinen als gut.